# HD 91790
HD 91790，又名BD-17 3187，SAO 156087、HR 4152，是一颗恒星，视星等为6.49，位于銀經263.42，銀緯33.69，其B1900.0坐标为赤經10h 30m 47.8s，赤緯-18° 33.69′ 7″。